# Tvrdá plena mozková

Přímo pod lebeční kostí se nachází tvrdá plena mozková (dura mater)

Tvrdá plena mozková (dura mater, též pachymeninx) je tuhá mozková plena, která se vyvinula u obojživelníků a vyskytuje se u všech čtyřnožců. Latinský výraz „dura mater“ znamená „tvrdá matka“, což je důsledkem antických představ, že pleny jsou matkou všech membrán v těle.

## Popis
Je to zevní obal mozku, který přiléhá k lebce a sahá až k druhému křížovému obratli (a tedy obaluje nejen mozek, ale i míchu). Mezi lebkou a tvrdou plenou se nachází tzv. epidurální (extradurální) prostor, mezi tvrdou plenou a pavučnicí (arachnoidem) leží subdurální prostor. Podle místa, kde vznikl krevní výron, se rozlišuje epidurální hematom a subdurální hematom.